# Пнеумококе
Пнеумококе или стрептококе пнеумоније (лат. Streptococcus pneumoniae) су грам-позитивне бактерије овалног или кружног облика, распоређене у паровима од по две (диплококе) или у виду кратких ланаца. Пнеумококе су обавијене капсулом полисахаридног састава. Непокретне су и факултативно анаеробне. Спадају у род стрептокока.

## Изглед и грађа
Пнеумококе живе углавном у паровима као диплококе. Обавијене су дебелом капсулом. Спадају у групу α хемолитичких стрептокока. Постоје и мутанти који су изгубили капсулу, они на хранљивим подлогама граде колоније грубе површине (R форме), за разлику од пнеумокока са капсулом, чије су колоније глатке површине (S форме). Култивација пнеумокока мора се изводити на обогаћеним хранљивим подлогама. У стационарној фази раста, пнеумококе продукују аутолизине, па може доћи до аутостерилизације културе.
За разлику од већине других стрептокока, пнеумококе немају групно специфичан Ц-полисахарид, па се не могу класификовати ни у једну групу на Лансфилдовој.
Капсула пнеумокока је изграђена од полисахарида и штити их од фагоцитозе ћелија одбрамбеног система. Пнеумококе без капсуле нису патогене. Природно могу стећи компетенцију за процес трансформације, што је показано Грифитовим огледима. Патогене пнеумококе луче неке ензиме као нпр. пнеумолизин и протеазу која разлаже имуноглобулине А1, тако смањујући ефикасност мукозне имуности домаћина.
Пнеумококе настањују слузокожу горњих дисајних путева, где припадају нормалној бактеријској флори (40-70% људи су носиоци ове бактерије). Услед других инфекција нпр. грип или слабости одбрамбеног система (дефицит комплемената), може доћи до њиховог претераног размножавања и ширења, тако да настаје инфекција.

## Подела
Полисахариди капсуле ових бактерија делују као имуногении. На основу структуре ових антигена подељене су на преко 90 серотипова.

## Патогеност
Иако део нормалне флоре, ове бактерије су условни патогени и у одређеним условима могу изазвати различита обољења. Пнеумококе могу изазвати запаљење плућа (пнеумонија), запаљење средњег уха, синузитис, менингитис, сепсу итд. Поготову тежак ток имају инфекције код старијих људи или новорођенчади.
Против пнеумокока постоји вакцина која се састоји од пречишћених полисахарида капсуле ових бактерија. Доступне су 14- и 23-валентне вакцине. У већини земаља ове вакцине нису део обавезне имунизације.
У лечењу болести изазваних стрептококом пнеумоније користе се пеницилини, макролиди и хинолони.